# Tilted Mill Entertainment
Tilted Mill Entertainment è un'azienda dedita allo sviluppo di videogiochi situato a Winchester, nel Massachusetts, e fu fondata nel 2001 dal capo progettista e capo Chris Beatrice, dall'impresario d'affari Peter Haffenreffer, e dal progettista Jeff Fiske, tutti della defunta Impressions Games. Il nome Tilted Mill è un richiamo al Don Chisciotte della Mancia, di Miguel de Cervantes Saavedra. Nella società, autrice anche di SimCity Societies, quinto titolo della serie di SimCity, lavorano 20 individui tra progettisti, programmatori, creativi e amministrativi.
Hinterland, uscito il 30 settembre 2008 su Steam, è il primo gioco indipendente dell'azienda.

## Titoli sviluppati
- Immortal Cities: Children of the Nile (2004), gestionale cittadino ambientato nell'antico Egitto e pubblicato attraverso la Myelin Media, e che presenta l'espansione Alexandria del 2008 e una versione Immortal Cities: Nile Online uscita nel 2009.[1]
- Caesar IV (2006), gestionale cittadino ambientato nell'Antica Roma e pubblicato attraverso Sierra Entertainment
- SimCity Societies (2007), gestionale cittadino parte del franchise Sim.
- Hinterland (2008), con l'espansione Orc Lords del 2009.
- Mosby's Confederacy (2008)
- Medieval Mayor (sviluppo in pausa, e stop permanente[2]), gestionale cittadino ambientato nel Medioevo esclusivamente in giocatore singolo, e che segna il ritorno in un motore di gioco in 2D.[3]